# Droogmansia longirhachis
Droogmansia longirhachis är en ärtväxtart som beskrevs av Bernice Giduz Schubert. Droogmansia longirhachis ingår i släktet Droogmansia och familjen ärtväxter. Inga underarter finns listade i Catalogue of Life.